# Ecuación de vorticidad barotrópica
La ecuación de vorticidad barotrópica supone que la atmósfera es casi  barotrópica, lo que significa que la dirección y la velocidad del viento geostrófico son independientes de la altura.  En otras palabras, no hay cizalladura vertical del viento geostrófico.  También implica que los contornos de espesor (un sustituto de la temperatura) son paralelos a los contornos de altura de nivel superior.  En este tipo de atmósfera, las áreas de alta y baja presión son centros de anomalías de temperatura cálida y fría.  Las temperaturas máximas de los núcleos cálidos, como la cresta subtropical y las altas Bermudas-Azores  y las de los núcleos fríos tienen vientos que se refuerzan con la altura, mientras que lo contrario ocurre con las temperaturas máximas de los núcleos fríos —temperaturas máximas poco profundas del Ártico— y las mínimas de los núcleos cálidos, como las de los  ciclones tropicales.
Una forma simplificada de la ecuación de vorticidad barotrópica para un flujo sin divergencia, con campo solenoidal de velocidades, puede expresarse simplemente como
{\displaystyle {\frac {D\eta }{Dt}}=0,}
donde DDt es el derivado material y
{\displaystyle \eta =\zeta +f}
es  vorticidad absoluta, siendo "ζ" la vorticidad relativa, definida como la componente vertical del «rizo» de la velocidad del fluido, y f el parámetro de Coriolis.
{\displaystyle f=2\Omega \operatorname {sen} \varphi ,}
donde Ω es la frecuencia angular de la rotación del planeta (Ω = 0.7272 × 10 -4  s −1 para la tierra) y φ es la latitud.
En términos de vorticidad relativa, la ecuación puede escribirse de la siguiente manera:
{\displaystyle {\frac {D\zeta }{Dt}}=-v\beta ,}
donde β = ∂f∂y es la variación del parámetro de Coriolis con la distancia «y» en la dirección norte-sur y «v» la componente de la velocidad en esa dirección.
En 1950, Charney, Fjørtoft y von Neumann integraron esta ecuación (con un término de  difusión agregado en el segundo miembro de la ecuación) por primera vez en una computadora, utilizando un campo observado de 500 hPa de altura geopotencial durante el primer paso de tiempo. Este fue uno de los primeros casos exitosos de modelo numérico de predicción meteorológica .